# Diocesi di Assume
La diocesi di Assume (in latino Dioecesis Axomitana) è una sede soppressa e sede titolare della Chiesa cattolica.

## Storia
Assume è il nome ecclesiastico dell'antica città di Axum, capitale del regno omonimo, il primo regno che, secondo la tradizione, si convertì al cristianesimo. Axum fu sede metropolitana e chiesa madre della Chiesa ortodossa etiopica.
Dal XIX secolo Assume è annoverata tra le sedi vescovili titolari della Chiesa cattolica; tuttavia il titolo fu assegnato per la prima volta solo nel 1902 e fino al 1925 era una sede arcivescovile titolare. La sede è vacante dal 2 dicembre 1967. 

## Cronotassi dei vescovi etiopi
- San Frumenzio † (IV secolo)
  - Teofilo † (menzionato nel 356 circa) (vescovo ariano)
- San Cosma †
- Sant'Alessandro †
- San Bartolomeo †
- San Giovanni †
- San Giacomo †

## Cronotassi dei vescovi titolari
- George Thomas Montgomery † (17 settembre 1902 - 10 gennaio 1907 deceduto)
- Bartolomeo Mirra † (15 aprile 1907 - 22 agosto 1908 nominato arcivescovo, titolo personale, di Poggio Mirteto)
- Joaquim Silvério de Souza † (29 gennaio 1909 - 25 gennaio 1910 nominato vescovo di Diamantina)
- Antonio Maria Bonito † (5 agosto 1910 - 14 settembre 1916 deceduto)
- Wolfgang Radnai † (16 dicembre 1920 - 14 ottobre 1935 deceduto)
- Joseph-François-Marie Julliot † (13 gennaio 1936 - 29 settembre 1939 deceduto)
- Pietro Ossola † (21 agosto 1940 - 1º settembre 1946 nominato vescovo di Montalto)
- Giovanni Urbani † (26 ottobre 1946 - 27 novembre 1948 nominato arcivescovo titolare di Sardi)
- Charles Herman Helmsing † (17 marzo 1949 - 24 agosto 1956 nominato vescovo di Springfield-Cape Girardeau)
- Joseph Bernard Brunini † (28 novembre 1956 - 2 dicembre 1967 nominato vescovo di Natchez-Jackson)